# The Sport Parade
The Sport Parade es una película de drama deportivo estadounidense anterior al Código de 1932 dirigida por Dudley Murphy y protagonizada por Joel McCrea, Marian Marsh, William Gargan, Robert Benchley y Richard "Skeets" Gallagher. Fue lanzado por RKO Radio Pictures. Benchley también coescribió el guion. La película incluye tomas de locaciones de la ciudad de Nueva York en 1932.

## Trama
Los personajes interpretados por McCrea y Gargan son amigos de Dartmouth College, que juegan juntos en el equipo de fútbol universitario y cuyas vidas toman caminos diferentes. Más tarde, se mudan a Nueva York, discuten por una mujer, Irene (Marsh), y se involucran en la lucha libre profesional, que resulta estar dirigida por mafiosos locales.

## Elenco
- Joel McCrea como Sandy Brown
- William Gargan como Johnny Baker
- Marian Marsh como Irene Stewart
- Robert Benchley como locutor de radio
- Walter Catlett como "Shifty" Morrison
- Richard "Skeets" Gallagher como Dizzy
- Clarence Wilson como el Toastmaster
- Ivan Linow como Müller
- George Chandler como agente de entradas de Pullman
- June Brewster como chica en el club nocturno

## Escenas Pre-Code
La película se ha hecho famosa por ciertas escenas previas al Código Hays, incluido Gargan dando con una toalla mojada a McCrea en una escena en la que se puede ver a los jugadores de fútbol duchándose de fondo.

## enlaces externos
- The Sport Parade en Internet Movie Database (en inglés).
- The Sport Parade en TCM Movie Database (en inglés).
- Preview clip from Warner Archive en YouTube.

- Datos: Q7766014